# ألان غرهام براون
ألان غرهام براون (بالإنجليزية: Alan Grahame Brown)‏ هو سياسي بريطاني، ولد في 23 أكتوبر 1913، وتوفي في 5 يناير 1972. حزبياً، نشط في حزب المحافظين وحزب العمال. وقد في الانتخابات العامة في المملكة المتحدة 1959 ‏، انتخب عضو البرلمان الثاني والأربعون للمملكة المتحدة ‏ عن دائرة توتنهام (8 أكتوبر 1959 – 25 سبتمبر 1964).